# 郡山市民オーケストラ
郡山市民オーケストラ（こおりやましみんオーケストラ）は、福島県郡山市を中心に活動するアマチュア・オーケストラ。主な活動場所は郡山市民文化センター。

## 所在地（事務局）
福島県郡山市（個人宅）

## 活動
- 年2回、定期演奏会を行なっている他、市内外での依頼演奏等も行なっている
- 不定期で「ファミリーコンサート」を開催している

## 歴史
- 1971年（昭和46年）、郡山市民合奏団と郡山市民交響楽団の合併により誕生[1]
- 1974年（昭和49年）11月10日、第1回公演[2]
- 1997年（平成9年）11月3日、文化団体連絡協議会より文化栄誉賞を受賞
- 2000年（平成12年）11月2日、郡山市より教育優良団体表彰を受ける
- 2002年（平成14年）11月20日、福島県より福島県芸術文化功労団体として表彰を受ける[3]
- 2008年（平成20年）6月1日、第50回公演[4]
- 2015年（平成27年）11月8日、第1531回トヨタコミュニティコンサートに中心グループとして参加[1][5]

## 指揮者
- ミュージックアドバイザー
岡部富士夫（作曲家、元郡山女子大学短期大学部教授）